# V-League (femminile)
La V-League è la massima serie del campionato sudcoreano di pallavolo femminile: al torneo partecipano sei squadre di club sudcoreane e la squadra vincitrice si fregia del titolo di campione della Corea del Sud.

## Albo d'oro
| Anno             | Podio             | Podio             | Podio             |
| Campione         | Seconda           | Terza             |                   |
| ---------------- | ----------------- | ----------------- | ----------------- |
| 2005 Dettagli    | KT&G              | Korea Expressway  | Hyundai E&C       |
| 2005-06 Dettagli | Pink Spiders      | Korea Expressway  | KT&G Ariels       |
| 2006-07 Dettagli | Pink Spiders      | Hyundai Green Fox | Korea Expressway  |
| 2007-08 Dettagli | GS Caltex         | Pink Spiders      | KT&G Ariels       |
| 2008-09 Dettagli | Pink Spiders      | GS Caltex         | KT&G Ariels       |
| 2009-10 Dettagli | KT&G Ariels       | Hyundai Hillstate | GS Caltex Seoul   |
| 2010-11 Dettagli | Hyundai Hillstate | Pink Spiders      | Korea Expressway  |
| 2011-12 Dettagli | KGC Ginseng       | Hyundai Hillstate | Korea Expressway  |
| 2012-13 Dettagli | IBK Altos         | GS Caltex Seoul   | Hyundai Hillstate |
| 2013-14 Dettagli | GS Caltex Seoul   | IBK Altos         | KGC Ginseng       |
| 2014-15 Dettagli | IBK Altos         | Korea Expressway  | Hyundai Hillstate |
| 2015-16 Dettagli | Hyundai Hillstate | IBK Altos         | Pink Spiders      |
| 2016-17 Dettagli | IBK Altos         | Pink Spiders      | KGC Ginseng       |
| 2017-18 Dettagli | Korea Expressway  | IBK Altos         | Hyundai Hillstate |
| 2018-19 Dettagli | Pink Spiders      | Korea Expressway  | GS Caltex Seoul   |
| 2019-20 Dettagli | Non assegnato     | Non assegnato     | Non assegnato     |
| 2020-21 Dettagli | GS Caltex Seoul   | Pink Spiders      | IBK Altos         |
| 2021-22 Dettagli | Non assegnato     | Non assegnato     | Non assegnato     |
| 2022-23 Dettagli | Korea Expressway  | Pink Spiders      | Hyundai Hillstate |
| 2023-24 Dettagli | Hyundai Hillstate | Pink Spiders      | Red Sparks        |
| 2024-25 Dettagli | Pink Spiders      | Red Sparks        | Hyundai Hillstate |

## Palmarès
| Squadra           | Titolo | Stagione                                    |
| ----------------- | ------ | ------------------------------------------- |
| Pink Spiders      | 5      | 2005-06, 2006-07, 2008-09, 2018-19, 2024-25 |
| Red Sparks        | 3      | 2005, 2009-10, 2011-12                      |
| IBK Altos         | 3      | 2012-13, 2014-15, 2016-17                   |
| GS Caltex Seoul   | 3      | 2007-08, 2013-14, 2020-21                   |
| Hyundai Hillstate | 3      | 2010-11, 2015-16, 2023-24                   |
| Korea Expressway  | 2      | 2017-18, 2022-23                            |